# Adreça de memòria
L'Adreça de memòria és l'identificador únic d'una posició de memòria utilitzat pels microprocessadors per a accedir (llegir, modificar o esborrar) les dades contingudes en aquesta posició. Aquest identificador és un número que el microprocessador rep com una sèrie de bits (8, 16, 24, 32 o més, depenent del model i del fabricant). Tot i que l'emmagatzematge digital es quantifica habitualment en bytes, tot sovint una adreça de memòria es refereix a grups de bytes (de manera que en una sola lectura a memòria permet recuperar diversos bytes alhora) i una part de l'adreça determina quin d'ells és el que volem obtenir.
Hi ha diferents tipus d'adreces de memòria: física i virtual.
L'adreça física es refereix a la posició real que ocupa el byte, directament sobre l'electrònica, sense cap més intermediari. L'adreça virtual, en canvi, utilitza tècniques més o menys complexes per mostrar al microprocessador un entorn ideal, probablement amb memòria il·limitada (o molt superior a la físicament disponible) i la gestiona de manera que les dades més sovint llegides es mantinguin a la memòria real i la resta es desplacin a espais de memòria de segon nivell amb més capacitat (el disc dur, per exemple) i on no sigui tan important la velocitat.